# Freie Berliner Kunstausstellung

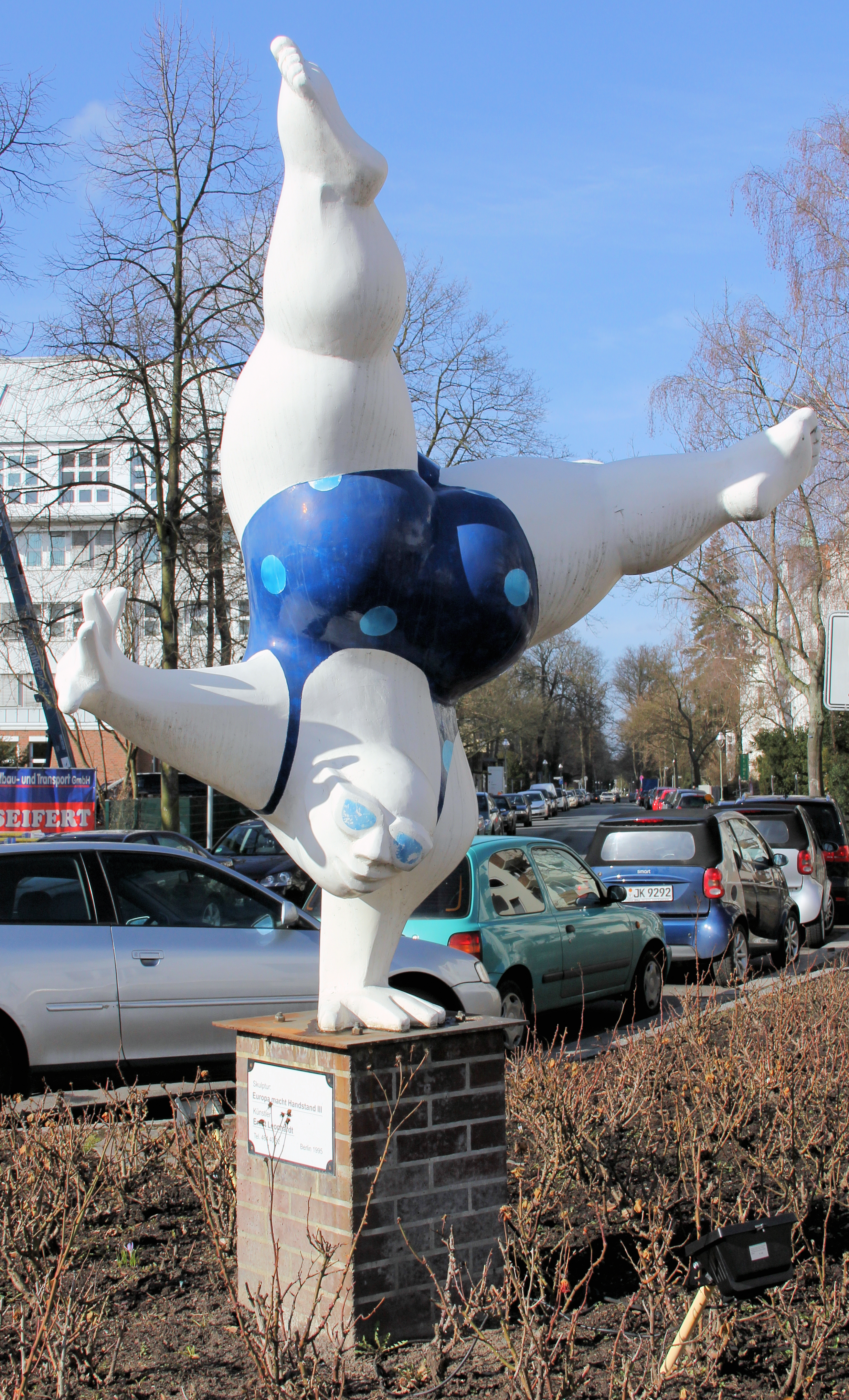
Skulptur des langjährigen Vorsitzenden der FBK Ernst Leonhardt

Die Freie Berliner Kunstausstellung (FBK) war 24 Jahre lang von 1971 bis 1995 die einzige juryfreie Kunstausstellung dieser Größe in Europa – „in ihrer Struktur ein Unikat“. Sie fand erstmals statt, nachdem die Große Berliner Kunstausstellung (GBK) zuvor ihre Pforten geschlossen hatte. Unterstützt durch den Berliner Senat wurde 1970 ein gleichnamiger Verein gegründet, der fortan Veranstalter der jährlichen Ausstellungen sein sollte. Den Vorsitz des Vereins übernahmen Hans-Joachim Zeidler (die ersten vier Jahre), langjährig Ernst Leonhardt sowie für die letzten vier Jahre Karin Rech.

## Geschichte

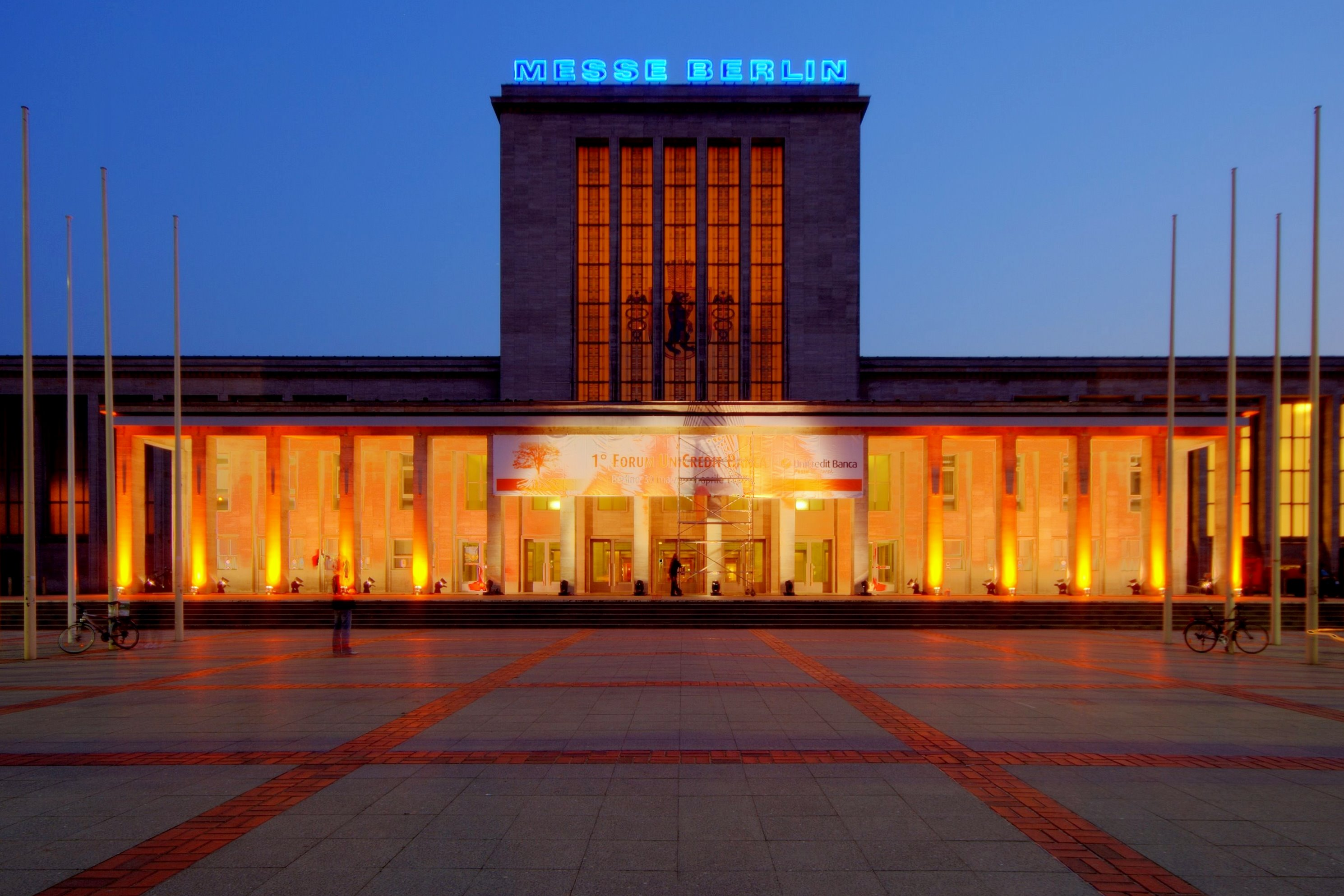
Ausstellungshallen am Funkturm Berlin

Als die FBK 1971 zum ersten Mal in den Messehallen am Funkturm in Berlin stattfand, war die sogenannte 68er-Bewegung längst im Gang. Die Unruhen dieser Zeit hatten viele gesellschaftliche Gruppen ergriffen und auch die Künstler waren „aufgewacht“, wie Hans-Joachim Zeidler 1983 in seinem Rückblick mitteilte. Bereits zu Beginn konnte die FBK „auf eine bis in die Weimarer Republik zurückführende Berliner Tradition“ blicken. Frühe Zeugnisse verweisen allerdings auf das 19. Jahrhundert. Einer Plakatsammlung des Germanischen Nationalmuseums liegt ein Plakat von Ludwig von Hofmann aus dem Jahr 1893 bei, dessen Entwurf er ursprünglich für die erste Große Berliner Kunstausstellung eingereicht hatte. Der Entwurf wurde abgelehnt. Die Darstellung eines „nur spärlich bekleideten Jünglings“ erregte „offenbar Anstoß und wurde laut zeitgenössischen Berichten von der Berliner Polizei entfernt“. Zeitgleich mit der GBK und gleich gegenüber an der Moltkebrücke fand die Freie Berliner Kunstausstellung für jene Künstler statt, die von der Jury der GBK abgelehnt worden waren. Dort wurde das Plakat akzeptiert. Als damals noch unbekannte Künstlerin stellte beispielsweise Käthe Kollwitz 1895 in der Freien Berliner Kunstausstellung aus, die von ihren Vorläufern bis zu ihrem Ende stets als Alternativentwurf zu den jurierten Kunstausstellungen gedacht war.
Neben diesen frühen historischen Wurzeln gab es 1965 mit der Juryfreien Kunstausstellung einen unmittelbaren Vorläufer, den der Verein der Berliner Künstlerinnen in seiner Vereinschronik erwähnt. Nachdem die FBK 1971 ihre erste Ausstellung präsentiert hatte, dauerte es 12 Jahre, bis erstmals „die seit Jahren erwartete Stellungnahme des Regierenden Bürgermeisters“ vorlag. Richard von Weizsäcker war der Erste, der sich 1983 bereit fand, ein Geleitwort zu schreiben. Mit ihm wurden Grußworte des Regierenden Bürgermeisters von Berlin Tradition.

„Die Freie Berliner Kunstausstellung hat sich im Kulturgeschehen Berlins und darüber hinaus ihren festen Platz erobert. Ein Stück Zeitgeist verkörpert sie längst, wandelbar, voller Überraschungen, geschätzt oder kritisiert, immer lebendig. Auch die 13. Freie Berliner Kunstausstellung wird Diskussionen entfachen, Fragen aufwerfen und unbeantwortet lassen, Vergängliches und Bleibendes sich aneinander reiben lassen. Berlin kann und soll auf eine Ausstellung dieser Art nicht verzichten. Ich wünsche ihr die gleiche lebhafte Anteilnahme, die ein aufnahmebereites Publikum mit Zuspruch und Widerspruch auch den Vorgängern widmete.“

Erstmals 1990 nach der sogenannten Wende, aber noch vor der deutschen Einheit, konnte Walter Momper, zu dieser Zeit Regierender Bürgermeister von Berlin, der FBK „zufriedene Künstler und viele interessierte Besucher aus Ost und West“ wünschen. 1991 war es dann so weit: „Die 21. FBK ist endlich eine freie Ausstellung für alle Berliner bildenden Künstler.“
Von Anbeginn stieß die „heftig umstrittene und doch heiß geliebte“ FBK auf Kritik, mitunter gab es harsche Ablehnung. Die Kritiker wandten sich gegen das Konzept der Juryfreiheit und der Aufnahme eines jeden, der ausstellen wollte. Dadurch konnten „auch junge, unbekannte, vielleicht auch nicht ‚so gute‘ Künstler wie auch Hobbykünstler teilnehmen“. Das lehnten viele ab. Leonhardt hielt dem den „Charme der FBK“ entgegen und verwies darauf, dass sie für manche „das Sprungbrett für eine große Karriere war“. Auch für Nicole Bröhan machte die „immer wieder umstrittene Mischung aus Berufs- und Laienkünstlern […] ihren besonderen Reiz aus.“ Die FBK gelte „als Talenteschmiede“, schrieb sie 1994 in der Berliner Zeitung. Trotz aller guten Wünsche war der Fortbestand der FBK stets gefährdet. „Welch ein Triumph! Die jedes Jahr mindestens einmal totgesagte FBK wird 25. Wer hätte das gedacht!“ Mit diesen Worten begann Ernst Leonhardt, inzwischen Ehrenvorsitzender des Vereins, seine Rückschau auf die Geschichte anlässlich der Eröffnung der 25. und – was er noch nicht wissen konnte – zugleich letzten FBK. Damit sie überhaupt stattfinden konnte, gab es eine „Kunstauktion, auf der 1.000 von Berliner Künstlern gespendete Werke versteigert“ wurden – „zugunsten der Ausstellung“.

## Organisation
Anders als übliche Ausstellungskonzepte sah das Motiv der FBK vor, dass nicht professionelle Galeristen oder Kuratoren, sondern die Künstler selbst Leitung, Organisation und Hängung übernahmen. Eine Jury gab es nicht. Veranstalter der FBK war der Verein Freie Berliner Kunstausstellung e. V. Die Leitung der Ausstellungen wurde in Federführung durch den jeweiligen Vorsitzenden des Vereins übernommen und die Organisation von einer siebenköpfigen Gruppe von Mitgliedern. Koordiniert wurden Vorbereitung und Durchführung der Ausstellungen von den „Mitarbeiterinnen der Geschäftsführung“. In der Regel fand die FBK stets im zweiten Quartal eines jeden Jahres statt. Bereits zu Weihnachten des Vorjahres wurden die Anmeldeformulare an die Künstler versandt.
Zwei Abteilungen wurden eingerichtet, eine Freie Abteilung und eine Abteilung für Gruppen, in denen sich verschiedene Künstler zusammengeschlossen hatten und das auch mussten, wenn sie keine Berufskünstler waren. Zu den ausstellenden Gruppen gehörten unter vielen anderen Künstlergruppen diverse Künstlervereine oder auch die Studenten der damals so genannten Hochschule der Künste (HdK), die regelmäßig als eine eigene, große Gruppe ausgestellt hatten.
Der in der Regel nicht konfliktfrei verlaufende Vorgang der Hängung wurde mit einem eigenen Konzept bedacht. Für die Freie Abteilung war eine Hängekommission eingerichtet worden. Für sie galt es, in drei Tagen für etwa 1.200 Werke einen geeigneten Ort zu finden. Den Gruppen wurde je eine ihrer Größe angemessene Koje zugewiesen, in der sie die Hängung selbst organisierten.
Zwei Drittel der Ausstellenden waren Berufskünstler, ein Drittel Hobbykünstler. Anlässlich der Ausstellung zum 20. Jubiläum äußerte sich der Vorsitzende erfreut darüber, dass die Freie Abteilung und die Gruppen nun auch räumlich „endlich gleichberechtigt“ wären. Zu den Prominenten unter den Ausstellenden gehörten unter vielen anderen Louise Rösler, Walter Stöhrer, Fred Thieler und Jürgen Draeger, der auf seiner Website einige Deckblätter der Kataloge vorstellt. Sind fast 20 Jahre lang männliche Künstler überrepräsentiert gewesen, war 1990 das Geschlechterverhältnis erstmals ausgewogen – „ganz ohne ‚Quotierung‘“, wie Walter Momper in seinem Grußwort anerkennend erwähnte. 1991 beteiligten sich zum ersten Mal etwa 300 Künstlerinnen und Künstler aus dem Ostteil Berlins.
Trotz finanzieller Bedrängnis waren alle Ausstellungen durch einen Katalog begleitet, der mit auch materieller Unterstützung durch die Druckerei Ruksal auf hochwertigem Papier gedruckt werden konnte. Ab 1987 wurden die Kataloge durch einen Hallenplan ergänzt, der das Auffinden der Künstler in der Freien Abteilung und in den Gruppen erleichterte.

## Ausstellung
In der Zeit zwischen April und Juni eines jeden Jahres luden die Veranstalter für vier Wochen zur FBK in die Messehallen am West-Berliner Funkturm. Vorgestellt wurden „Zeichnungen, Bilder, Raum-, Klang- und Videoinstallationen, Skulpturen, Collagen, Fotografie“. Daneben gab es bedrückende Performances oder auch humorvolle Erfindungen wie die eines Potenzautomaten (1986) oder eines Kunstberechtigungsautomaten (1989). Im Lauf der Jahre hat sich nicht nur die Ausstellung selbst, sondern auch das Begleitprogramm entwickelt. In einem Basar wurden Druckgrafiken und Kleinplastiken verkauft. Samstags gab es Führungen. Ein traditioneller Frühschoppen mit Jazzmusik und Gesprächen erfreute sich zunehmender Beliebtheit. Täglich war ein Kinderatelier geöffnet. Hier konnten die Kinder, angeleitet von Künstlern, selbst malen. In dem zum Teil wechselnden Programm waren Lesungen speziell von Frauen ebenso vorgesehen wie Musik von historischen Instrumenten. Auch um das Erscheinungsbild der Ausstellung war die Ausstellungsleitung bemüht. Für ein dem Senat immer wieder vorgeschlagenes Fahnenprojekt gab es jedoch keine Finanzierung, so dass die Künstler es schließlich auf eigene Kosten realisierten. 1989 wurden „die Besucher der 19. FBK mit 70 farbenreichen, noch nie gezeigten Fahnen […] begrüßt“ – vor dem Eingang der Messehallen. 1991 wurde, wie auch schon in den Jahren zuvor, ein Grafikwettbewerb für Studierende der HdK veranstaltet. 1992 wurde mit dem Projekt Bildtafeln begonnen, das als Blickfang an der Außenfront der Messehallen 30 großformatige Gemälde präsentierte. Erstmals 1993 sind Kunstgespräche eingeführt worden, an denen sich Künstler und Besucher gleichermaßen beteiligten. Sie fanden täglich statt und sollten „ein Mit-den-Augen-denken entwickeln“ helfen. Ein Video, das am 5. Oktober 2010 auf YouTube veröffentlicht wurde, vermittelt am Beispiel der 19. FBK in knapp fünf Minuten einen Eindruck der Atmosphäre, wie sie typisch war.

## Medien
Das Medienecho ließ auf sich warten. Während Leonhardt noch 1983 – also 12 Jahre nach Eröffnung – seine Hoffnung zum Ausdruck bringen musste, „dass die Medien diese Ausstellung endlich stärker unterstützen“, konnte er 1990 vermelden: „Die Akzeptanz, die wir in der letzten Zeit bei den Medien fanden, war positiv und scheint es weiterhin zu bleiben.“ Regelmäßig berichtete die Berliner Morgenpost, die der FBK schon 1986 eine ganze, reich bebilderte Seite widmete.

„Ein Wald von Bildern rauscht von Messehalle 20 am Hammarskjöldplatz bis zur Halle 23 und wartet, daß die Besucher ihn durchforsten. […] Denn was sind schon vier Hallen für die Grüne-Woche-trainierten Berliner? […] Und dann gibt es ja auch noch den Geschmack, über den sich bekanntlich nicht streiten läßt! So zitiert Ernst Leonhardt auch gerne die Worte des Staatssekretärs beim Kultursenator, Lutz von Pufendorf: Wenn es die Freie Berliner Kunstausstellung nicht gäbe, müßte sie erfunden werden.“

## Finanzierung
Neben zahlreichen Sponsoren und Kataloginserenten war die Finanzierung der FBK durch den Berliner Senat über zwanzig Jahre kontinuierlich von 120.000 DM zu ihrem Beginn auf jährlich gut 760.000 DM im Jahr 1993 gewachsen. In der Zwischenzeit wurde der Haushalt der FBK 1981 für drei Jahre festgeschrieben und 1984 etwas gekürzt. Namhafte Firmen der Stadt halfen, die Lücken zu füllen. Senator Volker Hassemer sicherte den Haushalt 1985 ab, der in den folgenden acht Jahren stieg. Die Miete stieg über die Jahre erheblich und betrug im Jahr 1995 fast 400.000 DM, so dass von den Zuschüssen des Senats für die Realisierung der Ausstellung nur noch 360.000 DM verblieben. So wäre diese Ausstellung ohne Spenden der Künstler schon nicht mehr möglich gewesen. Ein Jahr später strich der Senat die Zuwendungen ganz. Damit war das Aus für die FBK besiegelt. In der Jubiläumsausstellung 1995 durften die Veranstalter noch davon ausgehen, dass zwar gespart würde, die FBK aber, wie der damalige Kultursenator Ulrich Roloff-Momin sagte, immerhin noch im „2-Jahres-Rhythmus“ stattfinden könnte. Daraus wurde nichts. Entsprechende und auch drastische Appelle verhallten:

„Eine Stadt wie Berlin, in der an ruhmreichen Hochschulen mit international bekannten Künstlern ausgebildet wird, eine solche Stadt muß auch für ihre Künstler sorgen und ihnen ein Forum bereiten. Nicht nur importierte Kunst ist respektabel und beachtenswert. Eine Stadt ohne freie Kunst ist tot.“

## Zahlen
Die vorgelegten Zahlen sind lückenhaft. So wurde eine erste Übersicht im Katalog zur 20. FBK für die Jahre 1971 bis 1989 und eine zweite im Katalog zur 24. FBK für die Jahre 1991 bis 1993 veröffentlicht. Es fehlen somit Angaben über das Jahr 1990 und die letzten beiden Jahre.
In der dokumentierten Zeit war die Zahl der Ausstellenden mit gewissen Schwankungen zwischen 1983 und 1989 von 750 auf 2.400 angewachsen. Die Zahl der beteiligten Gruppen stieg von 25 auf 82 mit einer Spitze von 91 Gruppen im Jahr 1992. Die Besucherzahlen schwankten zwischen 12.400 und 34.000 mit einem Gipfel im Jahr 1978. Die Zuwendungen, die der Berliner Senat für die Ausrichtung der Ausstellung zur Verfügung stellte, stiegen relativ kontinuierlich von 150.000 DM auf gut 750.000 DM im Jahr 1993. Darüber hinaus gab es Sponsoren und über den Verkauf von Ausstellungsobjekten finanzielle Eigenleistungen der Künstler selbst. Dennoch war das Geld stets knapp, wovon die beständig mahnenden Worte von Ernst Leonhardt in den Katalogen Zeugnis ablegen. Die Ausstellungsfläche war mit den Jahren auf 9.000 m² gewachsen. Doch auch die Miete wuchs. Sie hat sich von den Anfängen bis zum Ende versechsfacht.
Mit Ausnahme der ersten beiden Jahre belief sich der Verkauf stets – und beständig wachsend – auf eine 6-stellige Summe, um kurz vor Erreichen der halben Million 1992 wieder zu sinken. Leonhardt bedauernd: „Noch immer können nicht mehr als ca. 5 % der bildenden Künstler von ihrer Arbeit leben.“ Über den oft bescheidenen Ankauf des Berliner Senats im einstelligen Prozentbereich des für Kunstankäufe vorgesehenen Etats gab es Diskussionen. „Lächerlich, sagen die Enttäuschten, daß von den 670.000 DM des Etats für nicht einmal 5 % auf der FBK angekauft wurden, obwohl der Senator selbst diese Ausstellung für die wichtigste des Jahres in Berlin hält.“
| FBK  | Teilnehmer | Gruppen | Besucher | Zuwendung  | davon Miete | Verkauf    | Ankauf Senat | Ankauf Bund |
| ---- | ---------- | ------- | -------- | ---------- | ----------- | ---------- | ------------ | ----------- |
| 1971 | 739        | 25      | 12.400   | 150.000 DM | 65.000 DM   | 52.500 DM  | 18.000 DM    | –           |
| 1972 | 940        | 29      | 18.000   | 185.000 DM | 80.000 DM   | 75.000 DM  | 18.417 DM    | –           |
| 1973 | 1.164      | 32      | 23.000   | 202.000 DM | 90.000 DM   | 120.000 DM | 22.069 DM    | –           |
| 1974 | 1.553      | 40      | 28.000   | 250.000 DM | 95.000 DM   | 147.000 DM | 23.897 DM    | –           |
| 1975 | 1.564      | 54      | 29.500   | 270.000 DM | 55.000 DM   | 130.000 DM | 25.856 DM    | 25.000 DM   |
| 1976 | 1.635      | 61      | 30.000   | 330.000 DM | 50.000 DM   | 111.000 DM | 23.572 DM    | –           |
| 1977 | 1.673      | 65      | 34.000   | 345.000 DM | 50.000 DM   | 153.000 DM | 23.500 DM    | 16.500 DM   |
| 1978 | 1.806      | 74      | 36.000   | 409.000 DM | 110.000 DM  | 205.000 DM | 26.500 DM    | 5.400 DM    |
| 1979 | 1.832      | 76      | 32.000   | 450.000 DM | 120.000 DM  | 282.000 DM | 25.000 DM    | 135.000 DM  |
| 1980 | 1.975      | 76      | 26.000   | 523.600 DM | 150.000 DM  | 256.000 DM | 52.000 DM    | 64.000 DM   |

| FBK  | Teilnehmer | Gruppen | Besucher | Zuwendung  | davon Miete | Verkauf    | Ankauf Senat | Ankauf Bund |
| ---- | ---------- | ------- | -------- | ---------- | ----------- | ---------- | ------------ | ----------- |
| 1981 | 1.962      | 69      | 27.000   | 560.000 DM | 150.000 DM  | 261.000 DM | 26.000 DM    | 63.000 DM   |
| 1982 | 2.026      | 62      | 29.000   | 565.000 DM | 180.000 DM  | 294.000 DM | 40.000 DM    | 97.000 DM   |
| 1983 | 2.300      | 68      | 29.000   | 565.000 DM | 195.000 DM  | 331.800 DM | 37.000 DM    | 77.250 DM   |
| 1984 | 2.150      | 61      | 27.500   | 559.350 DM | 210.000 DM  | 231.100 DM | 33.000 DM    | 51.500 DM   |
| 1985 | 2.100      | 70      | 27.500   | 595.000 DM | 225.000 DM  | 191.100 DM | 33.000 DM    | 51.500 DM   |
| 1986 | 2.400      | 77      | 33.900   | 612.000 DM | 240.000 DM  | 250.300 DM | 10.800 DM    | 26.800 DM   |
| 1987 | 2.250      | 77      | 29.000   | 630.000 DM | 260.000 DM  | 305.200 DM | 59.560 DM    | 18.800 DM   |
| 1988 | 2.300      | 72      | 28.200   | 641.775 DM | 280.000 DM  | 303.000 DM | 38.300 DM    | 33.300 DM   |
| 1989 | 2.100      | 78      | 31.800   | 648.740 DM | 300.400 DM  | 377.000 DM | 39.300 DM    | 16.000 DM   |

| FBK  | Teilnehmer | Gruppen | Besucher | Zuwendung  | davon Miete | Verkauf    | Ankauf Senat |
| ---- | ---------- | ------- | -------- | ---------- | ----------- | ---------- | ------------ |
| 1991 | 2.300      | 84      | 29.000   | 727.085 DM | 335.500 DM  | 430.767 DM | 16.000 DM    |
| 1992 | 2.300      | 91      | 18.839   | 785.780 DM | 355.750 DM  | 310.199 DM | 33.350 DM    |
| 1993 | 2.400      | 82      | 21.500   | 761.000 DM | 376.000 DM  | 324.614 DM | 4.500 DM     |

## Künstler (Auswahl)
Shahla Aghapour – Friedrich Ahlers-Hestermann – Günter Anlauf – Manfred Beelke – Wolfgang Bier – Gisela von Bruchhausen – Franziskus Dellgruen – Jürgen Draeger – Otto Drengwitz – Rainer Fetting – Hans-Jürgen Gaudeck – Eva-Maria Geisler – Harald Gnade – Arwed D. Gorella – Volkmar Haase – Ingrid Hartlieb – Ilja Heinig – Irene Herre – Jörg Hoffmann – Thomas Hornemann – Peter Robert Keil – Matthias Koeppel – Ingo Kühl – Dietmar Lemcke – Ernst Leonhardt – Dieter Masuhr – Reinhard Matz – Helmut Middendorf – Michael Otto – Louise Rösler – Salomé – Gerhard Scheibe – Johanna Schoenfelder – Ulrich-Oliver Selka – Vera Solymosi-Thurzó –  Walter Stöhrer – Herbert Strässer – Fred Thieler – Rainer M. Thurau – Klaus Tober – Heino D. Tripmacker – Klaus Vogelgesang – Jürgen Waller – Helmut Wolff – Karlheinz Ziegler – Hans-Joachim Zeidler

## Vorstände und Organisatoren
| FBK                 | 1971 | 1972 | 1973 | 1974 | 1975                                                                                      |
| ------------------- | --- | --- | --- | --- | ----------------------------------------------------------------------------------------- |
| 1. Vorsitzender     | Hans-Joachim Zeidler | Hans-Joachim Zeidler | Hans-Joachim Zeidler | Hans-Joachim Zeidler                                                                                           | Arwed D. Gorella                                                                          |
| 2. Vorsitzender     | Dietmar Lemcke | Dietmar Lemcke | Dietmar Lemcke | Dietmar Lemcke                                                                                                 | Dietmar Lemcke                                                                            |
| Schatzmeister       | | | | |                                                                                           |
| Schriftführer       | Arwed D. Gorella | Arwed D. Gorella | Arwed D. Gorella | Arwed D. Gorella                                                                                               | Matthias Koeppel                                                                          |
| Geschäftsführer     | Otto Maßnick | Otto Maßnick | Otto Maßnick | Otto Maßnick                                                                                                   | Otto Maßnick                                                                              |
| Ausstellungsleitung | Friedrich Ahlers-Hestermann Fritz Blau Eugen Clermont Bert Düerkop Matthias Koeppel Dietmar Lemcke Hans-Joachim Zeidler | Friedrich Ahlers-Hestermann Fritz Blau Eugen Clermont Bert Düerkop Matthias Koeppel Dietmar Lemcke Hans-Joachim Zeidler | Manfred Beelke Eugen Clermont Bert Düerkop H. Oskar Gonschorr Matthias Koeppel Günter Ohlwein Dieter Ruckhaberle Gert Vangermain | Manfred Beelke Eugen Clermont Bert Düerkop H. Oskar Gonschorr Günter Anlauf Dieter Ruckhaberle Gert Vangermain | Manfred Beelke Wolfgang Bier Bert Düerkop Ernst Leonhardt Dieter Masuhr Karlheinz Ziegler |
| Technische Leitung  | | | | | Uwe Witt                                                                                  |

| FBK                 | 1976 | 1977 | 1978 | 1979                                                                                                   | 1980                                                                                                   |
| ------------------- | --- | --- | --- | --- | --- |
| 1. Vorsitzender     | Arwed D. Gorella                                                                                        | Jürgen Waller                                                                                                | Jürgen Waller                                                                                                | Günter Anlauf                                                                                          | Günter Anlauf                                                                                          |
| 2. Vorsitzender     | Dietmar Lemcke                                                                                          | Matthias Koeppel                                                                                             | Matthias Koeppel                                                                                             | Ernst Leonhardt                                                                                        | Ernst Leonhardt                                                                                        |
| Schatzmeister       | | | | | |
| Schriftführer       | Matthias Koeppel                                                                                        | Günter Anlauf                                                                                                | Günter Anlauf                                                                                                | Gisela Lehmann                                                                                         | Gisela Lehmann                                                                                         |
| Geschäftsführer     | Otto Maßnick                                                                                            | Otto Maßnick                                                                                                 | Otto Maßnick                                                                                                 | Otto Maßnick                                                                                           | Otto Maßnick                                                                                           |
| Ausstellungsleitung | Günter Anlauf Manfred Beelke Wolfgang Bier Bert Düerkop Ernst Leonhardt Dieter Masuhr Karlheinz Ziegler | Manfred Beelke Gisela Lehmann Ernst Leonhardt Joachim Liestmann Dieter Masuhr Peter Müller Karlheinz Ziegler | Manfred Beelke Gisela Lehmann Ernst Leonhardt Joachim Liestmann Dieter Masuhr Peter Müller Karlheinz Ziegler | Manfred Beelke Martin Fricke Joachim Liestmann Dieter Masuhr Peter Müller Karin Rech Karlheinz Ziegler | Manfred Beelke Martin Fricke Joachim Liestmann Dieter Masuhr Peter Müller Karin Rech Karlheinz Ziegler |
| Technische Leitung  | Uwe Witt                                                                                                | Uwe Witt | Uwe Witt | Uwe Witt                                                                                               | Uwe Witt                                                                                               |

| FBK                  | 1981                                                                                                 | 1982                                                                                                 | 1983 | 1984                                                                                        | 1985 |
| -------------------- | --- | --- | --- | ------------------------------------------------------------------------------------------- | --- |
| 1. Vorsitzender      | Ernst Leonhardt                                                                                      | Ernst Leonhardt                                                                                      | Ernst Leonhardt                                                                                          | Ernst Leonhardt                                                                             | Ernst Leonhardt |
| 2. Vorsitzender      | Günter Anlauf                                                                                        | Günter Anlauf                                                                                        | Günter Anlauf                                                                                            | Günter Anlauf                                                                               | Peter Müller |
| Schatzmeister        | | | | Peter Müller                                                                                | Günter Anlauf |
| Schriftführer        | Karin Rech                                                                                           | Karin Rech                                                                                           | Karin Rech                                                                                               | Karin Rech                                                                                  | Dieter Ruckhaberle |
| Geschäftsführer      | Otto Maßnick                                                                                         | Otto Maßnick                                                                                         | Otto Maßnick                                                                                             |                                                                                             | |
| Ausstellungsleitung  | Manfred Beelke Martin Fricke H. Oskar Gonschorr Rudolf Hübler Joachim Liestmann Peter Müller Lo Zahn | Manfred Beelke Martin Fricke H. Oskar Gonschorr Rudolf Hübler Joachim Liestmann Peter Müller Lo Zahn | Manfred Beelke H. Oskar Gonschorr Rudolf Hübler Joachim Liestmann Peter Müller Norbert Stratmann Lo Zahn | Manfred Beelke H. Oskar Gonschorr Rudolf Hübler Joachim Liestmann Norbert Stratmann Lo Zahn | Manfred Beelke H. Oskar Gonschorr Joachim Liestmann Norbert Stratmann Mara Hahlbrock Ernst v. Hopffgarten Dieter Tyspe |
| Technische Leitung   | Otto Maßnick Dieter Zahn                                                                             | Otto Maßnick Dieter Zahn                                                                             | Dieter Zahn                                                                                              | Dieter Zahn                                                                                 | Dieter Zahn |
| kom. Geschäftsführer | | | | Ernst Leonhardt                                                                             | Ernst Leonhardt |

| FBK                 | 1986 | 1987 | 1988                                                                                                   | 1989                                                                                        | 1990 |
| ------------------- | --- | --- | --- | ------------------------------------------------------------------------------------------- | --- |
| 1. Vorsitzender     | Ernst Leonhardt | Ernst Leonhardt | Ernst Leonhardt                                                                                        | Ernst Leonhardt                                                                             | Ernst Leonhardt |
| 2. Vorsitzender     | Günter Anlauf | Günter Anlauf | Günter Anlauf                                                                                          | Peter Müller                                                                                | Peter Müller |
| Schatzmeister       | Peter Müller | Peter Müller | Peter Müller                                                                                           | Karin Rech                                                                                  | Karin Rech |
| Schriftführer       | Dieter Ruckhaberle | Dieter Ruckhaberle | Dieter Ruckhaberle                                                                                     | Norbert Wirth                                                                               | Norbert Wirth |
| Geschäftsführer     | Bärbel Stegmess | Bärbel Stegmess | Bärbel Stegmess                                                                                        | Bärbel Stegmess                                                                             | Bärbel Stegmess |
| Ausstellungsleitung | Manfred Beelke H. Oskar Gonschorr Joachim Liestmann Norbert Stratmann Mara Hahlbrock Ernst v. Hopffgarten Dieter Tyspe | Manfred Beelke Gisela v. Bruchhausen H. Oskar Gonschorr Joachim Liestmann Norbert Stratmann Ernst v. Hopffgarten Dieter Tyspe | Bernd Beck Gisela v. Bruchhausen H. Oskar Gonschorr Peter Kurz Gisela Lehmann Dieter Masuhr Karin Rech | Bernd Beck Gisela v. Bruchhausen H. Oskar Gonschorr Peter Kurz Gisela Lehmann Dieter Masuhr | Christian Buchloh H. Oskar Gonschorr Norbert Fritsch Joachim Liestmann Martin Noll Oda Schöller Jan-Michael Sobottka |
| Technische Leitung  | Werner Ahrens | Werner Ahrens | Werner Ahrens                                                                                          | Werner Ahrens                                                                               | Werner Ahrens |

| FBK                 | 1991 | 1992 | 1993 | 1994 |
| ------------------- | --- | --- | --- | --- |
| 1. Vorsitzender     | Karin Rech | Karin Rech | Karin Rech                                                                                                  | Karin Rech                                                                                                   |
| 2. Vorsitzender     | Peter Müller | Peter Müller                                                                                                   | Peter Müller                                                                                                | Peter Müller                                                                                                 |
| Schatzmeister       | Eleonore Fuchs | Eleonore Fuchs–Heidelberg                                                                                      | Eleonore Fuchs–Heidelberg                                                                                   | Eleonore Fuchs–Heidelberg                                                                                    |
| Schriftführer       | Norbert Wirth | Norbert Wirth                                                                                                  | Norbert Fritsch                                                                                             | Norbert Fritsch                                                                                              |
| Geschäftsführer     | Bärbel Stegmess | Bärbel Stegmess                                                                                                | Bärbel Stegmess                                                                                             | Bärbel Stegmess                                                                                              |
| Ausstellungsleitung | Christian Buchloh Norbert Fritsch H. Oskar Gonschorr Joachim Liestmann Martin Noll Oda Schoeller Jan-Michael Scobottka | Christian Buchloh Norbert Fritsch Manfred Fuchs H. Oskar Gonschorr Joachim Liestmann Martin Noll Oda Schoeller | Christian Buchloh Manfred Fuchs H. Oskar Gonschorr Joachim Liestmann Martin Noll Carola Peitz Oda Schoeller | Christian Buchloh Manfred Fuchs Joachim Liestmann Martin Noll Oda Schoeller Oliver Scholten Anna Werkmeister |
| Technische Leitung  | Werner Ahrens | Detlef Mallwitz                                                                                                | Detlef Mallwitz                                                                                             | Detlef Mallwitz                                                                                              |
| Ehrenvorsitzender   | Ernst Leonhardt | Ernst Leonhardt                                                                                                | Ernst Leonhardt                                                                                             | Ernst Leonhardt                                                                                              |